# FFH-Gebiet Grebiner See, Schluensee und Schmarkau
Das FFH-Gebiet Grebiner See, Schluensee und Schmarkau ist ein NATURA 2000-Schutzgebiet in Schleswig-Holstein im Kreis Plön in den Gemeinden Grebin, Rathjensdorf, Lebrade und Plön und im Kreis Ostholstein in der Gemeinde Malente. Es liegt im Naturraum Holsteinische Schweiz (Landschafts-ID 70208), in der Haupteinheit Ostholsteinisches Hügelland. Diese ist wiederum Teil der Naturräumlichen Großregion 2. Ordnung Schleswig-Holsteinisches Hügelland.
Es hat eine Größe von 241 Hektar und besteht aus drei räumlich getrennten Teilgebieten. Das nördlichste Teilgebiet ist der Grebiner See mit seinem Uferbereich. Er liegt nördlich der Wohnbebauung des Ortsteils Grebin. Das größte Teilgebiet besteht aus dem Schluensee mit seinen Uferbereichen. Es liegt zwischen den Orten Kossau und Grebin unmittelbar östlich der Bundesstraße 430. Das dritte Teilgebiet liegt im Süden und besteht aus dem unteren Flusslauf der Schmarkau vom Schmarksee bis zu deren Mündung in den Behler See südlich der Bahnstrecke von Malente nach Plön.
Die größte Ausdehnung des FFH-Gebietes liegt mit 3,9 Kilometer in Nordostrichtung. Das FFH-Gebiet befindet sich auf einer Grundmoräne der Weichsel-Kaltzeit mit stellenweise Ablagerungen von Geschiebesand. Die höchste Erhebung mit 43 Meter über Normalhöhennull (NHN) liegt in Hanglage am Südwestrand des größten Teilgebietes Schluhensee im Waldgebiet Hohen Köhlen, der niedrigste Bereich ist mit 22 Meter über NHN der Wasserspiegel des durch die Eisenbahnlinie Plön–Malente abgetrennten nördlichen Teils des Behler Sees im Teilgebiet Schmarkau, siehe Karte 1. Das FFH-Gebiet entwässert in den Großen Plöner See, der von der Schwentine durchströmt wird. Diese mündet, nachdem sie weitere Seen durchquert hat, in Kiel in die Ostsee.
Das FFH-Gebiet besteht zu zwei Dritteln aus der FFH-Lebensraumklasse Binnengewässer. Am Schluhensee gibt es einen Saum von Laubwäldern im Süden und Osten des Sees. Das Teilgebiet Schmarkau beherbergt an den Ufern der Schmarkau einen Bruchwald. Der Rest besteht aus Feuchtgebieten und Ackerflächen, siehe Diagramm 1.

## FFH-Gebietsgeschichte und Naturschutzumgebung
Der NATURA 2000-Standard-Datenbogen (SDB) für dieses FFH-Gebiet wurde im Juni 2004 vom Landesamt für Landwirtschaft, Umwelt und ländliche Räume (LLUR) des Landes Schleswig-Holstein erstellt, im September 2004 als Gebiet von gemeinschaftlicher Bedeutung (GGB) vorgeschlagen, im November 2007 von der EU als GGB bestätigt und im Januar 2010 national nach § 32 Absatz 2 bis 4 BNatSchG in Verbindung mit § 23 LNatSchG als besonderes Erhaltungsgebiet (BEG) bestätigt. Der SDB wurde zuletzt im Mai 2019 aktualisiert. Der Managementplan für das FFH-Gebiet wurde im November 2014 veröffentlicht. Das FFH-Gebiet grenzt im Süden unmittelbar an das FFH-Gebiet Seen des mittleren Schwentinesystems und Umgebung.
Das FFH-Gebiet gehört zum Schwerpunktraum 268 „Grebiner See, Schluensee und Schmarkau“ des landesweiten Biotopverbundsystems und liegt vollständig im Naturpark Holsteinische Schweiz. Das Teilgebiet Schluensee liegt vollständig im Landschaftsschutzgebiet (LSG) Trammer See, Schluensee, Wald- und Knicklandschaft zwischen Schöhsee und Behler See und Umgebung. Das Teilgebiet Schmarkau liegt teilweise im Landschaftsschutzgebiet Holsteinische Schweiz.
Mit der Gebietsbetreuung des FFH-Gebietes nach § 20 LNatSchG wurde durch das LLUR noch keine Institution beauftragt (Stand November 2022).

## FFH-Erhaltungsgegenstand
Laut Standard-Datenbogen vom Mai 2019 sind folgende FFH-Lebensraumtypen (LRT) und Arten als FFH-Erhaltungsgegenstände mit den entsprechenden Beurteilungen zum Erhaltungszustand der Umweltbehörde der Europäischen Union gemeldet worden (Gebräuchliche Kurzbezeichnung (BfN)):
FFH-Lebensraumtypen nach Anhang I der EU-Richtlinie:
- 3140 Nährstoffarme bis mäßig nährstoffreiche kalkhaltige Stillgewässer mit Armleuchteralgen (Gesamtbeurteilung B)[13]
- 3150 Natürliche und naturnahe nährstoffreiche Stillgewässer mit Laichkraut oder Froschbiss-Gesellschaften (Gesamtbeurteilung C)[14]
- 6510 Magere Flachland-Mähwiesen (Gesamtbeurteilung C)[15]
- 9110 Hainsimsen-Buchenwälder (Gesamtbeurteilung C)[16]
- 9130 Waldmeister-Buchenwälder (Gesamtbeurteilung C)[17]

Arten gemäß Artikel 4 der Richtlinie 2009/147/EG und Anhang II der Richtlinie 92/43/EWG und diesbezügliche Beurteilung des Gebiets:
- 4056 Zierliche Tellerschnecke (Gesamtbeurteilung C)[19]
- 1149 Steinbeißer (Gesamtbeurteilung B)[20]
- 1355 Fischotter (Gesamtbeurteilung B)[21]
- 1016 Bauchige Windelschnecke (Gesamtbeurteilung C)[22]

Das FFH-Gebiet ist zu knapp zwei Dritteln mit FFH-Lebensraumtypen der Stillgewässer belegt. Knapp vier Prozent der Fläche besteht aus FFH-Lebensraumtypen der Buchenwälder, siehe Diagramm 2. Letztere sind ausschließlich im Teilgebiet Schluhensee auf der Halbinsel Sophienwarder (Lage) und im Waldgebiet Hohen Köhlen (Lage) zu finden.
Zwischen 2015 und 2021 wurde eine Nachkartierung der FFH-Lebensraum- und Biotoptypen im FFH-Gebiet durchgeführt. Danach sind gut zwei Drittel der Gebietsfläche mit FFH-Lebensraumtypen belegt, wobei diese Fläche auch fast vollständig den Status eines gesetzlich geschützten Biotops hat. Den Rest teilen sich je zur Hälfte weitere gesetzlich geschützte Biotope und Flächen ohne einen beiden Schutzstati, siehe Diagramm 3.

## FFH-Erhaltungsziele
Aus den oben aufgeführten FFH-Erhaltungsgegenständen werden als FFH-Erhaltungsziele von besonderer Bedeutung die Erhaltung folgender Lebensraumtypen und Arten im FFH-Gebiet vom Ministerium für Energiewende, Landwirtschaft, Umwelt und ländliche Räume des Landes Schleswig-Holstein erklärt:
- 3140 Nährstoffarme bis mäßig nährstoffreiche kalkhaltige Stillgewässer mit Armleuchteralgen
- 3150 Natürliche und naturnahe nährstoffreiche Stillgewässer mit Laichkraut oder Froschbiss-Gesellschaften
- 9130 Waldmeister-Buchenwälder
- 1149 Steinbeißer
- 1355 Fischotter
- 4056 Zierliche Tellerschnecke

Es verwundert, das die Art 1016 Bauchige Windelschnecke nicht zu den Erhaltungszielen von besonderer Bedeutung erklärt wurde, obwohl sie in der Roten Liste des Landes Schleswig-Holstein als gefährdet eingestuft wird. Im FFH-Gebiet Gorkwiese Kitzeberg ist dies wegen ihrer Seltenheit in Schleswig-Holstein erfolgt. Es war der einzige Grund, warum das FFH-Gebiet Gorkwiese Kitzeberg eingerichtet wurde.

## FFH-Analyse und Bewertung
Das Kapitel FFH-Analyse und Bewertung im Managementplan beschäftigt sich unter anderem mit den aktuellen Gegebenheiten des FFH-Gebietes und den Hindernissen bei der Erhaltung und Weiterentwicklung der FFH-Lebensraumtypen und Arten. Die Ergebnisse fließen in den FFH-Maßnahmenkatalog ein.
Mehr als drei Viertel der FFH-LRT-Flächen haben einen guten Erhaltungszustand, siehe Diagramm 4. Hier handelt es sich ausschließlich um die Wasserflächen mit dem FFH-Lebensraumtyp 3140 Nährstoffarme bis mäßig nährstoffreiche kalkhaltige Stillgewässer mit Armleuchteralgen. Bei den Arten haben der Fischotter und der Steinbeißer eine gute Gesamtbewertung zugesprochen bekommen. Bei der Zierlichen Tellerschnecke und der Bauchigen Windelschnecke liegen keinerlei Daten über die Populationsgröße vor. Dies führte zur Abwertung des mit gut bewerteten Erhaltungszustandes in der Gesamtbeurteilung.
Wegen seiner Größe besteht im FFH-Gebiet nur für den Schluensee gemäß der Europäischen Wasserrahmenrichtlinie (WRRL) eine Berichtspflicht gegenüber der europäischen Umweltagentur in Kopenhagen. Gemäß der Berichterstattung des Jahres 2022 zum 3. Bewirtschaftungsplan WRRL ist der ökologische Zustand des Schluensees mit „mäßig“ und der chemische Zustand mit „nicht gut“ bewertet worden. Beide Werte sollen bis zum Jahre 2027 einen guten Wert erreichen. Dies darf bezweifelt werden (Stand November  2022).
Das FFH-Gebiet befindet sich weitgehend im Privatbesitz. Lediglich die beiden Badestellen am Schluensee und die eine am Grebiner See sind im Gemeindebesitz und ein Teil des Schluensees ist im Eigentum des Landes Schleswig-Holstein. Am Schluensee ist es den Naturschutzbehörden gelungen, mit den Besitzern einiger Waldflächen am Seeufer Verträge im Rahmen des Programms „Vetragsnaturschutz im Wald“ abzuschließen. Zur Verbesserung des Erhaltungszustandes der Waldlebenraumtypen im FFH-Gebiet reicht eine bis dato ordnungsgemäß nachhaltig betriebene Forstwirtschaft nicht aus. Dazu fehlt ein vielschichtiges Arteninventar mit ausreichend liegendem und stehendem Totholz und eine ausreichende Anzahl von Habitatbäumen. Der Vertragsnaturschutz ist eine gute Möglichkeit, hier Fortschritte zu erreichen.

## FFH-Maßnahmenkatalog
Der FFH-Maßnahmenkatalog im Managementplan führt neben den bereits durchgeführten Maßnahmen geplante Maßnahmen zur Erhaltung und Entwicklung der FFH-Lebensraumtypen im FFH-Gebiet an. Die Maßnahmen sind zudem für jedes Teilgebiet in einer gesonderten Maßnahmenkarte und in sechsundzwanzig Maßnahmenblättern zur Projektverfolgung tabellarisch erfasst.
Das FFH-Gebiet Grebiner See, Schluensee und Schmarkau besteht zum überwiegenden Teil aus Wasserflächen. Deshalb sind neben der Aufgabe der Einhaltung der europäischen Habitatrichtlinie auch die Einhaltung der europäischen Wasserrahmenrichtlinie von Bedeutung. Letztere ist für alle EU-Staaten eine große Herausforderung, weil sie in der Regel mit erheblichen Investitionen in die Infrastruktur verbunden ist. Der Zeitpunkt für die Erfüllung der Richtlinie musste schon zweimal in die Zukunft verschoben werden und es ist abzusehen, dass auch diesmal die Ziele nicht rechtzeitig erreicht werden (Stand November 2022).
Die vorgeschlagenen Maßnahmen betreffen folgende Schwerpunkte für LRT-Flächen:
- Anlage von Gewässerrandstreifen zur Verhinderung von Nährstoffeinträgen
- Bewirtschaftung des Waldes mit dem Ziel einer gleichmäßigen Altersstruktur des Baumbestandes
- Keine Beseitigung von liegendem und stehendem Totholz
- Wiederherstellung eines naturnahen Zustandes der Fließgewässer
- Verringerung von Nährstoffeintrag durch Erosion benachbarter Ackerflächen in Hanglage
- Erhöhung des Grünlandanteils im FFH-Gebiet und dessen Nachbarschaft. Grünland hält mehr Nährstoffe zurück.
- Wiedervernässung von Grünlandflächen. Dies verhindert vermehrte Mineralisierung und damit Ausschwemmung der Nährstoffe.in Gewässer.
- Wiedervernässung von Bruchwald
- Verringerung des Nährstoffeintrages durch Extensivierung von Grünlandflächen
- Bau von Drainagefanggräben an Ackerflächen in Hanglage zu Gewässern zur Ausfällung von Nährstoffen
- Kein Einsatz von chemischen Pflanzenschutzmitteln
- Kein Einsatz von mineralischem Dünger
- Aufstellung von Informationstafeln des landesweiten Besucherinformationssystems BIS
- Umwandlung von Ackerflächen in extensiv genutztes Grünland zur Erhöhung der Artenvielfalt und Verringerung von Nährstoffeinträgen

## FFH-Erfolgskontrolle und Monitoring der Maßnahmen
Eine FFH-Erfolgskontrolle und Monitoring der Maßnahmen findet in Schleswig-Holstein alle 6 Jahre statt. Die Ergebnisse des letzten Monitorings wurden noch nicht veröffentlicht (Stand November 2022).